# Literatura și Politica
Literatura și Politica este o operă literară scrisă de Ion Luca Caragiale. 